# Maria Cecília & Rodolfo
Maria Cecília & Rodolfo é uma dupla de música sertaneja do Brasil, formada pelo casal Maria Cecília (Campo Grande, 7 de agosto de 1985) e Rodolfo Trelha (Nioaque, 1.º de outubro de 1984).

## Carreira
Começaram a cantar nos corredores da faculdade de zootecnia e decidiram que poderia ser levado a sério, deixando pendente o último semestre da faculdade. Daí começaram a tocar em feiras realizadas pela universidade e em bares da cidade.
Apadrinhados de Jorge & Mateus, gravaram seu primeiro CD promocional Você de Volta em 2008. Com quatorze faixas e muita repercussão, o CD lançou a dupla ao estrelato e mostrou ao Brasil uma nova face da música sertaneja. Desde então, a dupla já marcaram presença em todas as regiões brasileiras. No ano seguinte (2009), foi lançado seu segundo CD e primeiro DVD, pela Som Livre Ao Vivo em Goiânia. Também em 2009 a musica Você de Volta fez parte da trilha sonora da novela global Paraíso. Já em 2010, a dupla gravou um novo CD/DVD, também pela Som Livre Ao Vivo em São Paulo, quando fizeram uma parceria com o grupo Exaltasamba a música "O Troco".
Após um ano sem gravar, em 16 de setembro de 2012, o casal gravou o CD/DVD "Com Você",no Parque das Nações Indígenas em Campo Grande, novamente pela Som Livre, havendo momentos em que Maria Cecília entrou no palco se emocionando e chorando na abertura do DVD "Com Você" quando o show contou com as participações especiais de Munhoz & Mariano com a música "Voa Voa", Zezé Di Camargo & Luciano com a regravação da música "Imprevisível", Humberto & Ronaldo cantando "Quando Eu Parar De Ligar" e Jorge & Mateus com a música "Só De Pensar".
Em 9 de junho de 2016, gravaram em São Paulo numa apresentação exclusiva para fãs e amigos o DVD intitulado "Maria Cecília e Rodolfo Em Fases", com as participações especiais de Michel Teló na faixa "Apenas me ama", a youtuber Gabi Luthai na canção "Doida" e Fred Liel em "É você". A primeira música de trabalho de "Em fases" foi a música "Depois da Briga", que alcançou quatorze milhões de visualizações no YouTube em dois meses após seu lançamento.
Depois de gravarem um EP em 2018 com o nome "À Vontade", registraram em fevereiro de 2019 o quinto DVD da carreira intitulado "De Portas Abertas", filmado na casa onde o casal mora, no interior de São Paulo. O repertório conta com canções inéditas e encontros especiais como Felipe Araújo, Henrique e Diego, Gustavo Mioto, Marcos e Belutti, Fred Liel, Thaeme e Thiago e Rayane e Rafaela.
Entre números e marcas que impressionam, contabilizam 15 anos de carreira, mais de 10 milhões de cópias vendidas, discos de platina, discos de ouro e dezenas de músicas que se transformaram em hit. 

Em 2025 participaram como dupla do talent show The Masked Singer Brasil, mascarados como Catarina & Petruchio da telenovela O Cravo e a Rosa, ficando na 9ª colocação.

## Vida pessoal
Maria Cecília: Maria Cecília Serenza Ferreira Alves de Carvalho é filha caçula de Aluísio Ferreira Alves e Irani Serenza Ferreira têm dois irmãos, chamados Fernando Emanuel e Rita Natália. Ela nasceu em Campo Grande no dia 7 de agosto de 1985 e é torcedora do São Paulo. Sua trajetória na carreira musical começou aos 17 anos em uma banda de MPB onde era vocalista, Maria Cecília toca violão e sempre recebeu apoio dos pais e dos amigos. Muito sensível e carismática, Maria Cecília mantém sempre a humildade, e assim conquista a todos por onde passa.
Rodolfo: Rodolfo Trelha Jacques de Carvalho é filho caçula de Ildeu Jacques de Carvalho e Vânia Trelha Jacques de Carvalho que moram em Nioaque e têm um irmão que mora em Campo Grande, chamado Frederico. Ele nasceu no dia 1º de outubro de 1984, e também é torcedor do São Paulo. Sua trajetória na carreira musical começou após ser transferido de uma universidade para outra do curso de Zootecnista, onde passou a estudar na sala da Maria Cecília, sua futura parceira de dupla e esposa. Eles se conheceram, mas não eram tão amigos. A aproximação veio através da música onde começaram a cantar em eventos da faculdade, violadas e posteriormente, shows pelo Brasil
Se conheceram na Universidade Católica Dom Bosco de Campo Grande, após Rodolfo ser transferido de outra faculdade, no estado do Mato Grosso do Sul, onde os dois cursavam Zootecnia. Maria, em 2007, convidou o, até então, colega de sala para formarem uma dupla no dia 2 de junho de 2007. Ambos viram que a amizade havia se transformado em outro sentimento e em 2009 começaram a namorar. Eles se casaram no dia 17 de outubro de 2012 em Campo Grande. No dia 2 de novembro de 2016, o casal anunciou que esperavam a chegada do primeiro filho. O menino, chamado Pedro Serenza de Carvalho, nasceu no dia 9 de maio de 2017, em Campo Grande, no dia 22 de fevereiro de 2022 nasce o segundo filho do casal, Martín
As influências musicais da dupla são: Zezé Di Camargo & Luciano, Leonardo, Chitãozinho & Xororó dentre outros.
Foram colegas de classe da dupla Munhoz & Mariano.

## Discografia

### CDs
- 2008 - Ao Vivo 2008 (+ 1 milhão de cópias)
- 2009 - Ao Vivo Em Goiânia (Disco de Ouro)
- 2010 - Ao Vivo Em São Paulo (Disco de Ouro)
- 2012 - Com Você
- 2015 - Espalhe Amor
- 2017 - Em Fases
- 2019 - De Portas Abertas (Apenas download digital)
- 2023 - 15 Anos

### EPs
- 2018 - À Vontade
- 2022 - Duo's
- 2022 - Na Hora H

### DVDs
- 2009 - Ao Vivo Em Goiânia (Disco de Ouro)
- 2010 - Ao Vivo Em São Paulo (Disco de Ouro)
- 2012 - Com Você
- 2017 - Em Fases
- 2019 - De Portas Abertas (Apenas download digital)
- 2023 - 15 Anos

## Singles
| Ano  | Título                                  | Melhor posição | Álbum                |
| Ano  | Título                                  | BRA            | Álbum                |
| ---- | --------------------------------------- | -------------- | -------------------- |
| 2008 | "Você de Volta"                         | 1              | Ao Vivo 2008         |
| 2009 | "Coisas Exotéricas"                     | 1              | Ao Vivo 2008         |
| 2009 | "A Fila Andou"                          | 41             | Ao Vivo Em Goiânia   |
| 2009 | "Quem Ama Cuida"                        | 49             | Ao Vivo Em Goiânia   |
| 2010 | "Os Dias Vão"                           | 26             | Ao Vivo em São Paulo |
| 2010 | "O Troco" (ft. Exaltasamba)             | 8              | Ao Vivo em São Paulo |
| 2010 | "Três Palavras"                         | 3              | Ao Vivo em São Paulo |
| 2010 | "Tchau Tchau"                           | 16             | Ao Vivo em São Paulo |
| 2011 | "Beijo Bom"                             | 37             | Com Você             |
| 2012 | "Nunca Mais Me Deixe"                   | 40             | Com Você             |
| 2012 | "Só de Pensar" (ft. Jorge e Mateus)     | 91             | Com Você             |
| 2012 | "Arrocha e Vem Comigo"                  | —              | Com Você             |
| 2013 | "Espalhe Amor"                          | 20             | Espalhe Amor         |
| 2013 | "Todos os Dias"                         | 24             | Espalhe Amor         |
| 2013 | "Deixa Eu Fazer Outra Vez"              | 21             | Espalhe Amor         |
| 2015 | "Noites Escuras"                        | 91             | Espalhe Amor         |
| 2016 | "Depois da Briga"                       | 28             | Em Fases             |
| 2017 | "Dói Só de Pensar"                      | 24             | Em Fases             |
| 2017 | "Participação Especial"                 | 46             | —                    |
| 2019 | "Quase Amor"                            | 65             | De Portas Abertas    |
| 2020 | "Vigia de Estrela Cadente"              | —              | —                    |
| 2023 | "Além da Cama"                          | 87             | 15 Anos              |
| 2024 | "Memórias Póstumas"                     | 74             | 15 Anos              |
| 2024 | "Acertada" (ft. Juan Marcus & Vinicius) | 35             | —                    |

### Singlespromocionais
| Ano  | Título                              | Álbum             |
| ---- | ----------------------------------- | ----------------- |
| 2015 | "Se Você Quer Saber"                | Em Fases          |
| 2018 | "Medo de Perder"                    | À Vontade         |
| 2018 | "Namoro Demodê"                     | À Vontade         |
| 2019 | "Ficou, Namorou e Casou"            | De Portas Abertas |
| 2021 | "Se Eu Existo É Por Você"           | —                 |
| 2023 | "Suspeitas" (ft. Israel & Rodolffo) | 15 Anos           |